# Crepusia insignis
Crepusia insignis är en insektsart som beskrevs av Victor Lallemand 1966. Crepusia insignis ingår i släktet Crepusia och familjen lyktstritar. Inga underarter finns listade i Catalogue of Life.